# Романцево (Можайский район)

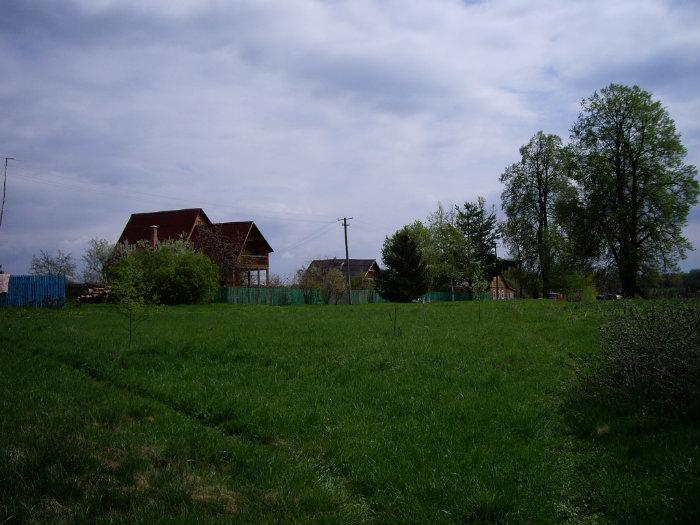

Романцево — деревня в Можайском районе Московской области в составе сельского поселения Бородинское. Численность постоянного населения по Всероссийской переписи 2010 года — 4 человека. До 2006 года Романцево входило в состав Бородинского сельского округа.
Деревня расположена в западной части района, примерно в 14 км к северо-западу от Можайска, на левом берегу реки Воинка (левый приток Колочи), высота центра над уровнем моря 210 м. Ближайшие населённые пункты — Красноиншино на севере и Логиново на востоке.